# Чоу, Лиз
Элизабет (Лиз) Чоу (англ. Elizabeth (Liz) Tchou, 25 сентября 1966, Медфорд, Нью-Джерси, США) — американская хоккеистка (хоккей на траве), полевой игрок. Серебряный призёр Панамериканских игр 1995 года, бронзовый призёр 1991 года. Участвовала в летних Олимпийских играх 1996 года.

## Биография
Лиз Чоу родилась 26 февраля 1975 года в американском городе Медфорд в штате Нью-Джерси.
Училась в университете Айовы, играла за его команду по хоккею на траве «Айова Хоукиз», с которой в 1986 году выиграла чемпионат Национальной ассоциации студенческого спорта.
В 1990—1996 годах выступала за сборную США.
Дважды завоёвывала медали хоккейных турниров Панамериканских игр: в 1991 году в Гаване бронзовую, в 1995 году в Мар-дель-Плата серебряную.
В 1996 году вошла в состав женской сборной США по хоккею на траве на летних Олимпийских играх в Атланте, занявшей 5-е место. Играла в поле, провела 7 матчей, забила 1 мяч в ворота сборной Испании.
По окончании игровой карьеры работала тренером и менеджером. В 2003—2011 годах была главным тренером Ратгерского университета. Затем работала в Федерации хоккея на траве США, где работала менеджером молодёжного и спортивного развития.